# فاناهيمر

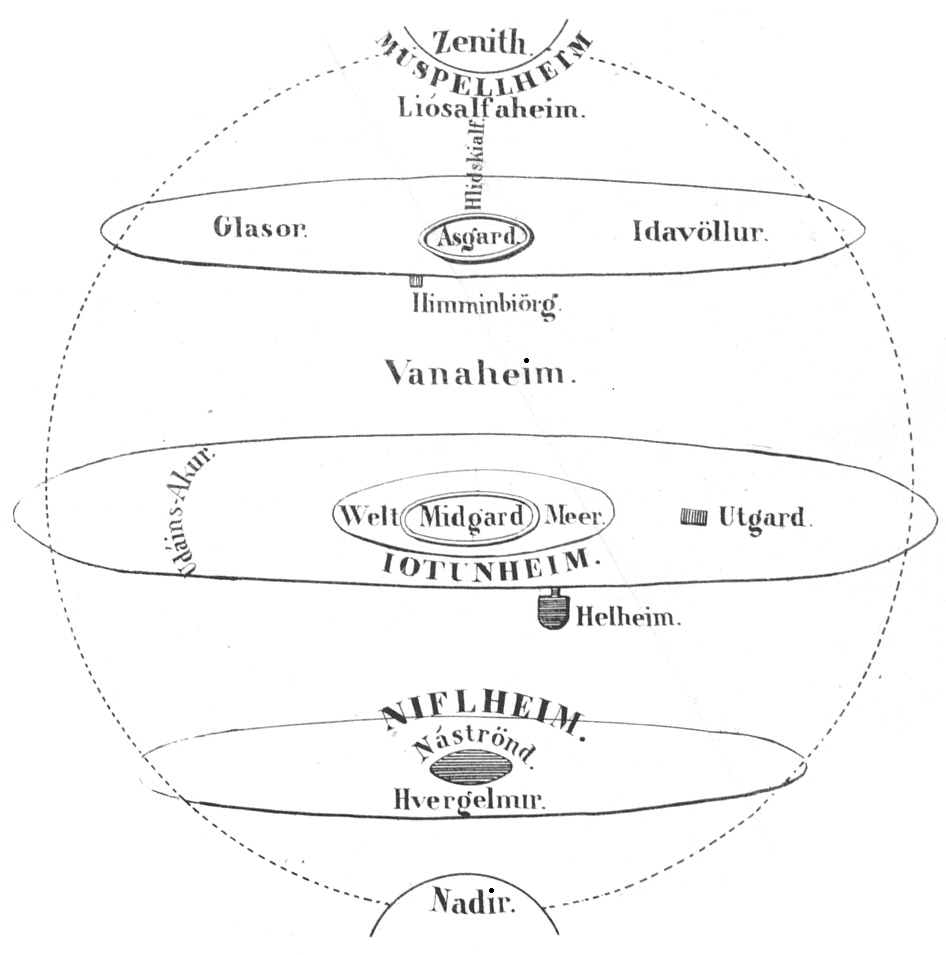

فاناهيمر (Vanaheimr) تعني "أرض الفان"، هو أحد العوالم حسب الأساطير النوردية الذي يعيش فيه الفانير مثل نيورد وأبنائه فريا وفرير.